# Station Boves
Station Boves is een spoorwegstation in de Franse gemeente Boves.